# ガスト共和国
ガスト共和国は、フランス南西部のピレネー＝アトランティック県にあるフランスの小さな村落である。19世紀のある時点で、民間伝承では独立した共和国として描写されるようになった。今では自称国家。
歴史
ジャン＝フランソワ・サマズイユ（1858）は、ガストの独立性に関する主張を、
による1827年の記述に帰している。サマズイユは、レーネがガストを「共和国」と呼んだのは比喩的な表現であり、他の作家はこれを文字通り（「精神的に書かれたこの幻想に真剣に」）解釈したと述べている。そして、この解釈の誤りを示す『ピレネーのアルバム』からの長い引用を挙げている。例えば、グストの住民はラランの政府に税金を納めている。しかし、19世紀後半には、アメリカ合衆国の新聞がグストと「共和国」の出来事について言及している。その一つは、1896年に当局が行政の許可なしに新聞を発行することを禁止し、それが市民の反乱につながったという話である。